# Ye Xin
Ye Xin （葉欣） est un peintre, graveur et calligraphe d'origine chinoise, né en 1953 à Pékin.

## Biographie
Au début de la révolution culturelle, Ye Xin est envoyé avec sa famille à Yangquan (province du Shanxi). Il travaille pendant huit ans dans une usine de tracteurs et pratique parallèlement le dessin et la gravure en tant que "peintre ouvrier". Après la révolution culturelle, il intègre l'Institut des Beaux Arts de Pékin, dont il est diplômé en 1982. Il entre ensuite aux éditions des Beaux Arts du Peuple à Pékin comme rédacteur-dessinateur de lianhuanhua, équivalent de nos bandes dessinées. Il est remarqué comme un des artistes qui renouvellent le genre en Chine Populaire au début des années 1980 par des cadrages audacieux et des planches composées de plusieurs cases. Il fait un premier séjour d'un an en France pour étudier la bande dessinée française. En 1985, il devient enseignant au département 'Bandes Dessinées et Estampes' de l'Institut Central des Beaux-Arts de Pékin.
Il quitte la Chine en 1986 pour venir s'installer à Paris. En 1995, il passe sa thèse de doctorat en histoire de l'art à l'Université de Paris IV, sous la direction de Flora Blanchon, intitulée La Conscience de l’écrire dans le langage pictural : de la tradition chinoise à l’esprit contemporain occidental (1995) et devient maître de conférences à l'Université de Paris VIII où il enseigne le dessin et la calligraphie.
Il vit et travaille désormais en France. Il partage son temps entre enseignement, création artistique et recherche, notamment sur le rapport texte/images. Il expose régulièrement en France, en Suisse, en Chine, et au Japon. Ses œuvres sont collectionnées par le British Museum, la Bibliothèque nationale de France, le Musée d'Histoire contemporaine, le Musée des beaux-arts d'Angoulême, la bibliothèque du musée Rodin... Il a également participé à des créations créations de scénographies pour le Musée olympique à Lausanne (1999), le Musée Guimet (en 2003 et 2010) et le Musée de l'Homme (2005) à Paris.

## Publications
- Guillaume Dégé, Un grain de moutarde, collectif, Paris, Éditions Sémiose. Benoit Porcher, 2020, 144 p.  (ISBN 978-2-37739-034-2)
- Terre jaune : Carnet de croquis 1981, Le Capucin, 2004,  (ISBN 2-913493-40-8)
- Aux confins du miroir, Caractères, 2004,  (ISBN 2-85446-367-6)
- Victor Hugo et le sac du Palais d'Été, de Nora Wang, Xin Ye, Lou Wang, Les Indes savantes[4], 2004,  (ISBN 2-84654-055-1)
- L'Année du Singe, de  Ye Xin et Sylvie Servan-Schreiber, 2004,  (ISBN 2-913451-09-8)
- Timothée et le dragon chinois, de Ye Xin et Frédéric Shangdi, 2003  (ISBN 2-218-74428-7)
- Baudelaire, l'étranger, You Feng, 1997,  (ISBN 2-84279-031-6)
- Petit et Grand, catalogue exposition ville d'Aix en Provence, 1995,  (ISBN 2-910166-04-X)

## Bibliographie

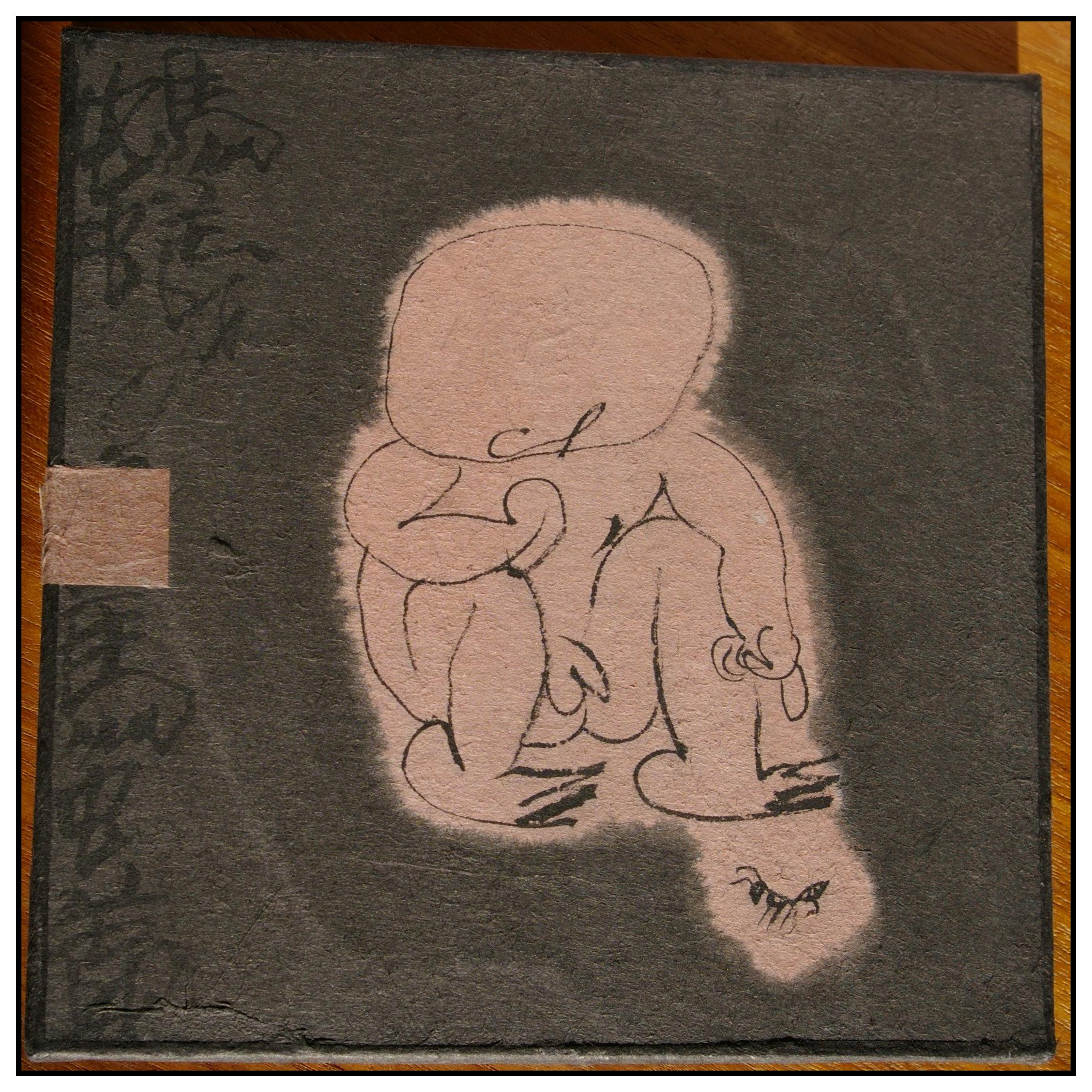
L'enfant et la fourmi (2000).